# Coluber fuliginosus
La culebra chirrionera de Baja California (Coluber fuliginosus) es una especie de reptil de la familia Colubridae.

## Clasificación y descripción
Es una serpiente corredora muy larga y robusta con un patrón de bandas negras a café oscuro en el cuello seguidas de un patrón de zigzag de líneas delgadas oscuras a lo largo de los márgenes de las escamas; el dorso puede ser negro sólido o gris-café a amarillo; 17 hileras de escamas dorsales en la mitad del cuerpo.

## Distribución
Coluber fuliginosus se distribuye del extremo suroeste de California hacia el sur a través de la mayoría de Baja California (excepto el bajo Valle del Colorado del noroeste de Baja California) hasta Cabo San Lucas. Esta especie también ocurre en las islas del Pacífico de Magdalena y Santa Margarita y en las islas del Golfo de California de Carmen, Cerralvo, Coronados, Danzante, Espíritu Santo, Monserrate, Partida Sur, San Ildefonso, San José y San Marcos. La distribución vertical varía de cerca del nivel del mar hasta unos 2,000 m s. n. m.

## Hábitat
Es una serpiente relativamente común en todos los hábitats de la península excepto en los bosques de coníferas de las altas elevaciones. Es más comúnmente encontrada en vegetación densa en cañones rocosos y en laderas rocosas, así como también en matorrales espinosos. Son serpientes forrajeras que usan su velocidad para capturar sus presas tales como lagartijas, serpientes pequeñas, aves y pequeños mamíferos.